# مصرف العراق الأول الإسلامي للاستثمار والتمويل
 مصرف العراق الأول الإسلامي للاستثمار والتمويل  مصرف عراقي أهلي أُسس عام 2020،  يبلغ رأس المال للمصرف 100 مليار دينار.